# Capasa spodographa
Capasa spodographa är en fjärilsart som beskrevs av Louis Beethoven Prout 1937. Capasa spodographa ingår i släktet Capasa och familjen mätare. Inga underarter finns listade i Catalogue of Life.